# Maximiliano Cavanna
Maximiliano Cavanna (ur. 2 lipca 1988 w Buenos Aires) – argentyński siatkarz, grający na pozycji rozgrywającego, reprezentant kraju.

## Biografia
Treningi siatkarskie rozpoczął w River Plate. W 2007 roku zadebiutował w pierwszej lidze Argentyny w Club Ciudad de Bolívar. Z tym klubem dwukrotnie (2008, 2009) zdobył mistrzostwo kraju. W 2009 roku został zawodnikiem Villa María Volley, a rok później – La Unión de Formosa. W 2012 roku przeszedł do grającego w Serie A2 Volley Brolo. Po krótkim epizodzie w Club Ciudad de Bolívar wrócił do Włoch, gdzie grał w CMC Rawenna. Od 2016 roku ponownie grał w Argentynie, będąc siatkarzem Lomas Vóley. W sezonie 2016/2017 został wybrany najlepszym rozgrywającym ligi argentyńskiej. W latach 2017–2019 grał w UPCN Vóley Club. W 2018 roku zdobył z tym klubem mistrzostwo kraju, a rok później srebrny medal klubowych mistrzostw Ameryki Południowej. Również w 2018 roku był członkiem reprezentacji podczas mistrzostw świata. W 2019 roku został siatkarzem Gas Sales Piacenza, zaś rok później – Aluronu Virtu CMC Zawiercie.

## Sukcesy klubowe
Puchar ACLAV:
- 2007, 2008, 2011, 2016

Liga argentyńska:
- 2008, 2009, 2018
- 2017, 2019

Puchar Mistrza:
- 2017

Klubowe Mistrzostwa Ameryki Południowej:
- 2019

Liga polska:
- 2022

Superpuchar Hiszpanii:
- 2023[6]

Liga chińska:
- 2024[7]

## Sukcesy reprezentacyjne
Igrzyska Panamerykańskie:
- 2011

Puchar Panamerykański:
- 2017
- 2019

## Nagrody indywidualne
- 2019: Najlepszy rozgrywający Klubowych Mistrzostw Ameryki Południowej